# Dąb szkarłatny
Dąb szkarłatny (Quercus coccinea) – gatunek drzewa liściastego należący do rodziny bukowatych. Występuje we wschodniej części Ameryki Północnej. W Europie rzadko sadzony.

## Morfologia
PokrójDorasta do około 25 m wysokości. Korona u młodszych drzew stożkowata, z dość gęsto rozmieszczonymi gałęziami, u starszych – sklepiona, w dolnym odcinku tylko z kilkoma konarami.
PieńSmukły i nieco pogięty. Kora początkowo gładka i jasnoszara, dzięki licznym przetchlinkom pokryta wyraźnym punktowym i liniowym deseniem, później szara, ale zawsze tylko delikatnie spękana. Pędy żółtawobrunatne z wierzchu. Pączki podłużnie jajowate, na szczycie zaostrzone, w przedniej części owłosione, z licznymi łuskami.
LiścieDługości 8–12 cm i prawie tak samo szerokie, eliptyczne, po każdej stronie podzielone na trzy nierównej długości klapy z licznymi spiczastymi zakończeniami. Zatoki między klapami sięgają prawie do grubego nerwu środkowego. Klapy liścia odstają niemal pod kątem prostym. Liście są po obu stronach błyszczące, z wierzchu ciemnozielone, od spodu jaśniejsze z pęczkami włosków w kącikach nerwów. Jesienią przebarwiają się na kolor szkarłatno-czerwony.
KwiatyNiepozorne zwisające, zielonkawe kotki męskie, w gęstych wiązkach. Pojawiają się od maja do czerwca.
OwoceŻołądź ma 1–2 cm szerokości, prawie do połowy tkwi w miseczce z grubymi łuskami.

## Zmienność
Tworzy mieszańce z dębem czerwonym (Quercus × benderi Baenitz).

## Zastosowanie
W Europie już od dawna jest sadzony w parkach jako drzewo ozdobne. Także do obsadzania placów i ulic.